# Barlovento
Barlovento è un comune spagnolo di 2 382 abitanti situato nella comunità autonoma delle Canarie.